# مارك بلاتس (لاعب كرة قدم)
مارك بلاتس من مواليد 23 مايو 1979 وهو لاعب إنجليزي بالخط الوسط في الملعب بكرة القدم . كان يمثل انجلترا في لعبه وهو ما زال طالب بالمدرسة . بدأ بلاتس مسيرته كمتدرب مع نادي شيفيلد وينزداي ، حيث ظهر لأول مرة في الدوري ، بينما كان لا يزال متدربًا ، و في 10 فبراير 1996 كبديل متأخر لكريس وادل في فوز وينزداي 2-1 على نادي ويمبلدون .
في ذلك الوقت ، جعله هذا أصغر لاعب على الإطلاق يظهر في وينزداي ، وثالث أصغر لاعب على الإطلاق خلف حراس المرمى بيتر فوكس وجاري سكوثرن. بعد أسبوعين دخل في الشوط الثاني لي بريسكو في الهزيمة 1-0 خارج أرضه أمام نادي توتنهام هوتسبر. أصبح محترفًا في 16 أكتوبر 1996 ، لكنه فشل في الظهور في فريق وينزداي الأول عندما كان محترفًا. انضم إلى نادي توركواي يونايتد لكرة القدم في مارس 1999 ، حيث ظهر لأول مرة في توركواي في تعادل سلبي مع غريمه المحلي نادي بليموث أرجيل لكرة القدم في 8 مارس. لعب 41 مباراة مع الفريق الأول في توركواي ، لكنه أصبح يشعر بالحنين إلى وطنه بشكل كبير وأصبح حر من قبل توركواي في أكتوبر 2000 ، و عندما انضم إلى نادي وركسوب تاون لكرة القدم ولعب إلى جانب كريس وادل مرة أخرى.

## بعد الاعتزال
وهو الآن يعمل في صناعة الإنشاءات الفولاذية.